# Alturas (brano musicale)
Alturas è un brano strumentale composto da Horacio Salinas e pubblicato nel 1973, nell'album Canto de pueblos andinos vol. 1 pubblicato dalla Odeon Chilee e, sempre lo stesso anno, Viva Chile! pubblicato da I Dischi Dello Zodiaco. 
Questo brano musicale è uno dei più celebri brani degli Inti-Illimani e molti considerano che sia una sorta di momento fondativo del gruppo.
Il brano è suonato con la zampoña, il siku e chitarre.
Questo brano ebbe particolare fama in Italia per essere stato la sigla del programma radiofonico della RAI L'altro suono.
.